# Raoul Kraushaar
Raoul Kraushaar (* 20. August 1908 in Paris, Frankreich; † 13. Oktober 2001 in Pompano Beach, Florida) war ein US-amerikanischer Komponist.

## Biografie
Raoul Kraushaar war der Sohn eines Orchestermusikers. Als Blinder Passagier wanderte er 1926 per Schiff in die USA ein. An der Columbia University studierte Kraushaar bei Hugo Riesenfeld Musik und zog anschließend nach Kalifornien, um sich bei der Unterhaltungsindustrie zu etablieren. Ab Ende der 1930er Jahre war er regelmäßig beim Film beschäftigt und konnte sich als Filmkomponist für B-Movies etablieren. Wegen seines großen Musikarchives steuerte Kraushaar häufig Musik zu Projekten bei, bei denen er nicht als eigentlicher Musiker beschäftigt war. So kommt er während seiner 35-jährigen Filmkarriere von 1937 bis 1972 auf über 220 Filmcredits.
Nach seinem Rückzug aus dem Musikgeschäft lebte er mit seiner Frau in Florida, wo er am 13. Oktober 2001 im Alter von 93 Jahren eines natürlichen Todes in seinem Haus starb. Er hinterließ vier Töchter und einen Sohn.

## Filmografie (Auswahl)
- 1941: Ridin’ on a Rainbow
- 1947: Dangerous Years
- 1947: Ku Klux Klan – Banditen in Maske (The Burning Cross)
- 1948: Terror am Kilometerstein 13 (Highway 13)
- 1948: Insel des Grauens (Unknown Island)
- 1948: Shaggy
- 1949: Der Brandstifter von Los Angeles (Arson, Inc.)
- 1949: Dem Rauschgift verfallen (She Shoulda Said No!)
- 1949: Zamba, der Schrecken des Urwaldes (Zamba)
- 1950: Amazonen des Urwalds (Prehistoric Women)
- 1951: Bomba, der Herr der Elefanten (Elephant Stampede)
- 1951: Das Schwert von Monte Christo (The Sword of Monte Cristo)
- 1951: Die Braut des Gorilla (Bride of the Gorilla)
- 1952: Piraten wider Willen (Abbott and Costello Meet Captain Kidd)
- 1952: Die Rose von Cimarron (Rose of Cimarron)
- 1952: Die Insel der unberührten Frauen (Untamed Women)
- 1953: Gardenia – Eine Frau will vergessen (The Blue Gardenia)
- 1953: Hängt ihn (Vigilante Terror)
- 1953: Heirate mich noch mal (Marry Me Again)
- 1953: Invasion vom Mars (Invaders from Mars)
- 1953: Morgen wirst du gekillt, Johnny (Rebel City)
- 1953: Sie ritten in der Nacht (Star of Texas)
- 1954: Attila, die Geißel Gottes (Attila)
- 1954: Das letzte Gefecht (Sitting Bull)
- 1954: Der Rächer von Montana (Bitter Creek)
- 1954: Goldräuber von Oklahoma (The Forty-Niners)
- 1954: Rache auf Haiti (The Golden Mistress)
- 1956: Curucu, die Bestie vom Amazonas (Curucu, Beast of the Amazon)
- 1956: Die schwarze Peitsche (The Black Whip)
- 1958: Die Drogenfalle (The Cool and the Crazy)
- 1959: Die 9-Meter-Braut (The 30 Foot Bride of Candy Rock)
- 1959: Die Falle am Snake River (Frontier Rangers)
- 1960: Der Schatz der Balearen (September Storm)
- 1960: Feind im Rücken (Mission of Danger)
- 1966: Billy the Kid vs. Dracula
- 1966: Jesse James Meets Frankenstein’s Daughter
- 1970: Der Delta Faktor (The Delta Factor)
- 1973: Thriller – ein unbarmherziger Film (Thriller – en grym film)
- 1974: Ein Bulle für alle Fälle (Dirty O'Neil)